# Lucius Papirius Cursor (consul en -293)
Pour les articles homonymes, voir Papirius Cursor.
Lucius Papirius Cursor est un homme politique romain du IIIe siècle av. J.-C., deux fois consul.

## Biographie
Il est petit-fils de Lucius Papirius Cursor, cinq fois consul de 326 à 313 av. J.-C. et deux fois dictateur en 324 et 309 av. J.-C., et serait le frère de son homonyme, Lucius Papirius Cursor (ou Praerextatus), censeur en 272 av. J.-C.
En 293 av. J.-C., il est élu consul avec Spurius Carvilius Maximus comme collègue. Ensemble, les deux hommes mènent des campagnes victorieuses contre les Samnites. Papirius va les affronter pour les obliger à lever le siège d'Aquilonia. L'augure chargé des poulets sacrés qui accompagnent le consul annonce un présage favorable pour la bataille, quoique les poulets n'aient donné aucun signe dans ce sens. Informé de cette supercherie, Papirius engage néanmoins la bataille en faisant placer par précaution l'augure menteur en première ligne. Il fut tué par le premier jet de lance samnite, ce qui lava l'outrage porté à la religion, vengea l'affront fait à un consul et assura la victoire aux Romains. Selon Paul Orose, douze mille Samnites furent tués et trois mille faits prisonniers, mais une épidémie se déclencha et gagna Rome, gachant la victoire. Lors d'un autre affrontement à l'issue incertaine, Papirius fit monter les valets sur les bêtes de somme qui accompagent l'armée, et leur fit dévaler à grand bruit une colline près du champ de bataille. Il annonça cette arrivée à ses soldats comme la proximité de l'armée de l'autre consul, qui risquait de leur voler la victoire, s'ils ne prennaient pas immédiatement l'avantage. L'improvisation de Papirius lui permet d'obtenir la victoire. Ces succès lui valent les honneurs d'un triomphe. Le butin en cuivre et en argent exhibé lors du triomphe fut versé au trésor public, tandis que les soldats étaient privés de la moindre part de ce butin. De plus, le butin ne servit pas à payé la solde de troupes, qu'il fallut payer par la perception du tribut, ce qui accrut le mécontentement. L'avarice manifestée par Papirius fut compensée par le triomphe de son collègue, qui gratifia de cent deux as chacun de ses soldats. Papirius utilisa les dépouilles prises à l'ennemi pour dédier et décorer le temple à Quirinus, dont son père avait fait le vœu lors de sa dictature,. Pline l'Ancien rapporte avec quelque doute que Papirius y installa le premier cadran solaire à Rome.
En 272 av. J.-C., il est élu pour la deuxième fois consul avec le même collègue, Spurius Carvilius Maximus. Papirius termine la guerre contre Tarente en corrompant le chef de la garnison Milon, qui livre la citadelle contre l'engagement de pouvoir partir avec ses troupes et le trésor de la cité. Papirius obtint un second triomphe, sur les Tarentins, les Bruttiens, les Samnites.